# EMI
EMI fue una compañía discográfica multinacional británica que comprendía al sello EMI Music, con sede en Brook Green y a EMI Music Publishing, con sede en Charing Cross Road, ambas en la ciudad de Londres, Inglaterra. EMI Music fue uno de los cuatro grandes sellos discográficos del mundo y EMI Music Publishing fue el mayor productor musical del mundo.
En febrero de 2011 el sello pasó a manos del banco estadounidense Citigroup, que a su vez lo vendería 9 meses más tarde al conglomerado francés Vivendi, fusión con la cual se incorpora a Universal Music Group. Citigroup vendió la compañía en dos partes: el productor fonográfico EMI Music Group y la editorial EMI Music Publishing. Aunque la discográfica fue adquirida por Vivendi, operó por un tiempo de manera independiente de Universal Music y actualmente es una división más de esta compañía. No así el caso de la editorial, que fue absorbida de manera inmediata por SONY/ATV.

## Historia

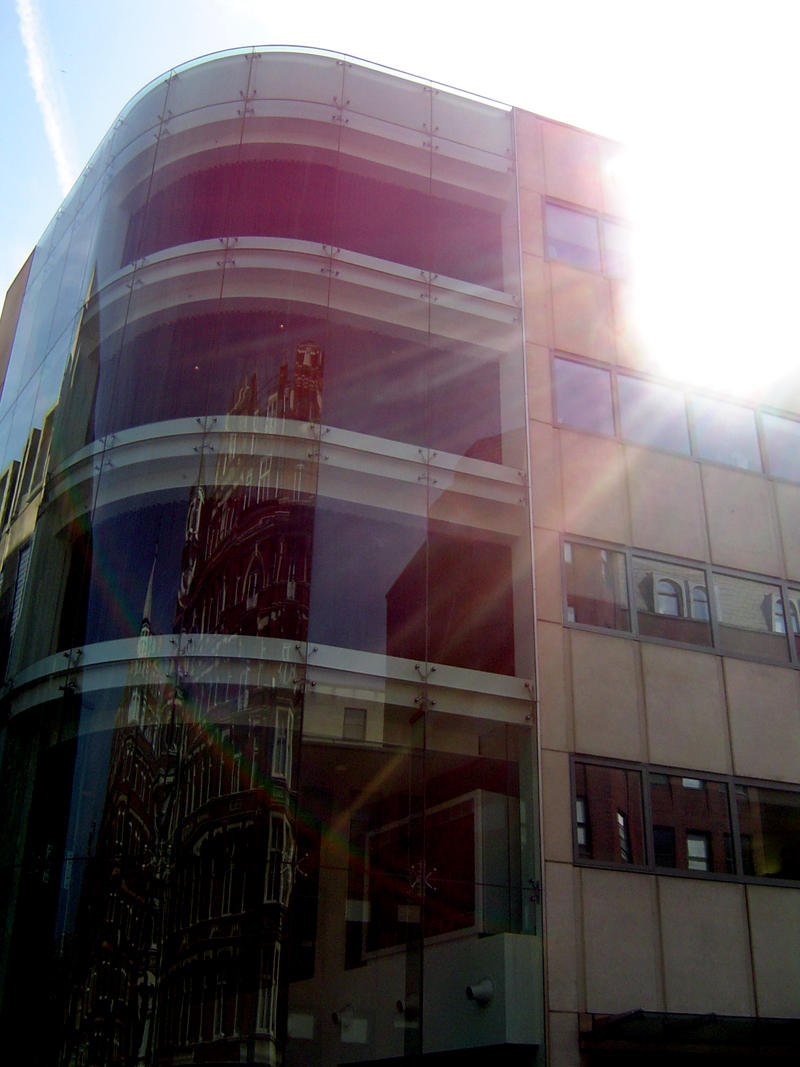
Edificio de EMI en Londres.

The Electric and Musical Industries Ltd. (EMI) nació en marzo de 1931 de la unión de las empresas discográficas británicas Columbia Graphophone Company y la Gramophone Company. Cuando la Gramophone Company se fusionó con Columbia Gramophone Company (incluyendo la etiqueta subsidiaria de Columbia Parlophone) en 1931, el nuevo grupo anglo-estadounidense fue incorporado como Electric & Musical Industries Ltd. En este punto RCA tenía una participación mayoritaria en la nueva compañía, dando al mánager de RCA David Sarnoff un asiento en el consejo de EMI. Bajo el sello HMV, EMI distribuía los discos de RCA Records y los de Columbia Records en Gran Bretaña.
Bajo el control de Louis Sterling, EMI inauguró los estudios de grabación de Abbey Road en Londres, Inglaterra en noviembre de 1931.
EMI también era una compañía manufacturera de productos electrónicos y estuvo muy involucrada en el desarrollo del sistema de televisión de 405 líneas en el Reino Unido. También estuvo involucrada en la creación y desarrollo de la resonancia magnética, gracias a las ganancias que le proporcionaron los Beatles. 
Sin embargo, EMI fue obligada a vender la filial americana de Columbia Records debido a una acción anti-monopolio interpuesta por sus competidores estadounidenses. En ese momento la industria discográfica había sido duramente golpeada por la Gran Depresión y en 1934 Columbia fue comprado por solo US $ 70.500 por ARC-BRC (American Record Corporation-Brunswick Records), que también adquirió Okeh Records.
En 1951, Columbia Records rompió sus lazos con EMI. En 1957, para sustituir la pérdida de sus acuerdos sobre licencias a largo plazo con RCA Records y Columbia Records, EMI entró en el mercado de Estados Unidos con la adquisición del 96% de las acciones de la compañía Capitol Records.
La compañía estableció operaciones a través de múltiples subsidiarias en lugares como el Commonwealth, incluidas India, Australia y Nueva Zelanda. Las filiales de EMI en Australia y Nueva Zelanda lideraron el mercado de música popular en esos lugares desde la década de 1920 hasta la década de 1960, otras subsidiarias locales (como Festival Records) mantienen un relativo monopolio de EMI en distintas regiones.
Bajo la gerencia de Sir Joseph Lockwood, entre fines de la década de 1950 y comienzos de la década de 1970 la compañía experimentó un gran éxito en el campo de la música popular. Las bandas y artistas que firmaron con EMI y sus subsidiarias, incluyendo Parlophone, HMV, Columbia y Capitol Records- hicieron de EMI la compañía disquera más conocida en el mundo en aquel momento, con un repertorio de artistas que incluían a los mayores expositores del rock del mundo, entre ellos Queen, The Beatles, The Shadows, The Beach Boys, The Yardbirds, The Hollies, The Animals y Pink Floyd, junto a solistas de la talla de Frank Sinatra, Cliff Richard, y Nat 'King' Cole.
En 1969, EMI establece una nueva filial disquera, Harvest Records, la cual firmó contratos con grupos emergentes del género del rock progresivo, incluyendo a Pink Floyd.
The Electric and Musical Industries cambió su nombre a EMI Ltd en 1971 y la subsidiaria Gramophone Company se convirtió en EMI Records Ltd en el año 1973. En 1972, EMI eliminó las compañías Columbia y HMV pop y usó en sus bandas el logo de EMI. En febrero de 1979, EMI Ltd. adquirió United Artists Records.
En octubre de 1979 THORN Electrical Industries Ltd. se unió con EMI Ltd. para formar Thorn EMI.
En 1989 Thorn EMI compró el 50% de Chrysalis Records, y el restante 50% en 1991. En una de las adquisiciones más notorias y caras de la industria, Thorn EMI compró Virgin Records de propiedad de Sir Richard Branson en 1992.
El 16 de agosto de 1996, los accionistas de Thorn EMI votaron a favor de una propuesta de división de la compañía. Desde ese entonces la compañía se le conoce como EMI Group PLC o "grupo EMI S.A.".
Comenzando febrero de 2011, Citigroup (Citigroup Inc.) se hizo con el control de la discográfica EMI después de haber sido adquirida en el 2007 por Terra Firma. La Compañía financiera más grande del mundo con sede en Nueva York entonces adquiere a la discográfica al hacerse cargo de la deuda de EMI que llegaba a 3000 millones de libras (3500 millones de euros).
En noviembre de 2011 EMI Group Ltd. es vendida y dividida entre las 2 compañías discográficas más importantes: Universal Music Group, que adquirió el catálogo musical de EMI por 1900 millones de dólares estadounidenses y Sony/ATV que compró la división editorial por 2200 millones de dólares. El acuerdo entre Universal junto con el grupo francés Vivendi y EMI fue firmado con la entidad estadounidense Citigroup. La operación aún debe ser aprobada por las autoridades reguladoras de la Unión Europea y los Estados Unidos.
En octubre de 2012 Universal puso algunos sellos discográficos a la venta: Parlophone (excepto a The Beatles tanto como grupo como los catálogos individuales pertenecientes o licenciados por EMI), Chrysalis Records (excepto a Robbie Williams), algunos sellos europeos (incluida la división española de EMI), Sanctuary Records, y Mute Records (los dos últimos fueron adquiridos por BMG). Finalmente Warner Music Group el 8 de febrero de 2013 adquirió Parlophone, Chrysalis Records y los principales sellos europeos de EMI (exceptuando la división alemana).

## EMI en América Latina

### EMI Odeón Argentina
Hasta casi fines de los años 1960, Industrias Eléctricas y Musicales Odeon (también conocida por sus iniciales I.E.M.O., sucursal argentina del sello alemán Odeon), tenía las licencias originales de los sellos principales de EMI, hasta que ésta compra la empresa en todo el mundo, renombrándola en Argentina como EMI Odeon SAIC.
Su sede durante todos esos años, donde además de sus oficinas administrativas estaba la fábrica de discos en vinilo y casetes, se ubicaba en Avenida San Martín 3590, ciudad de Florida, en la provincia de Buenos Aires. Tras la merma en la producción de soporte físico para la música, sus oficinas se trasladaron a Avenida Cabildo 488, barrio de Belgrano, en la ciudad de Buenos Aires. Trasladándose una última vez en 2011, antes de su desintegración total, a Avenida Presidente Roque Sáenz Peña 1149, también en la ciudad de Buenos Aires.
Si bien Odeón publicaba las realizaciones de las marcas internacionales de EMI, también tuvo sus sellos locales, como Odeon Pops, Pampa y CM (Cultura Musical) especializada en música folklórica tradicional y de proyección. Este último sello continuó sus publicaciones cuando Odeon pasó totalmente a manos de EMI. La marca Pampa, pionera en discos folklóricos en la década de 1940, resucita a comienzos de los años 1990 editando discos de grupos emergentes del rock, como Illya Kuryaki and the Valderramas.
Su catálogo musical es uno de los más importantes en la música popular argentina, incluyendo artistas como Carlos Gardel, las primeras grabaciones de Julio Sosa, Francisco Canaro y en folklore, referentes como Atahualpa Yupanqui, Ramona Galarza, Los Indios Tacunau, Raúl Barboza, Antonio Tarragó Ros, Coco Díaz y Los Nocheros, este último considerado el grupo folklórico más exitoso de la década del 2000 en materia de venta de discos. En rock nacional fue el impulsor de la exitosa "trova rosarina" a principios de los '80 con artistas como Juan Carlos Baglietto, Jorge Fandermole, Silvina Garré, Rubén Goldín y el ya mencionado Fito Páez. Además editó los últimos trabajos discográficos hasta la fecha de Charly García.
A comienzos de la de 1990, tras años de prensar sus discos, EMI adquiere todo el catálogo local del discontinuado y otrora exitoso sello discográfico nacional Interdisc. A mediados de esa década, ese catálogo es adquirido por Polygram, hoy Universal Music Group. También EMI publicó y reeditó en CD algunos títulos del sello Melopea, propiedad del músico Litto Nebbia, referente del primer rock argentino.
A fines del 2012 los últimos artistas con apoyo promocional y lanzamientos de EMI Music Argentina, tal su última denominación local y antes de su adquisición por Universal Music Group, fueron León Gieco, Catupecu Machu y Las Pastillas del Abuelo.

### EMI Odeón Chilena

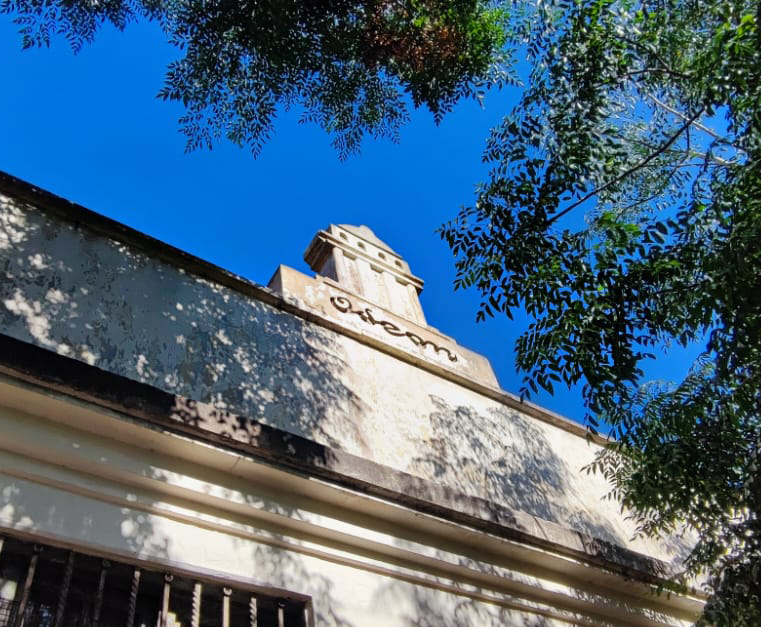
Antigua fábrica de discos de vinilo y casetes de EMI Odeón, ubicada en Libertad 1273, Santiago. 2024

La compañía fue establecida en Santiago de Chile en 1927 como una filial del sello alemán Odeon y de la compañía Carl Lindström Company. Inicialmente, operó bajo el nombre Industria Fonográfica Chilena.En la década de 1940, adoptó el nombre Industrias Eléctricas y Musicales Odeón.Posteriormente, en 1975, pasó a llamarse EMI Odeón Chilena,y finalmente, en 2004, fue renombrada como EMI Music Chile.
La infraestructura del sello en Chile incluía una fábrica de discos y casetes ubicada en Libertad 1273 y los estudios de grabación en San Antonio 553, ambos en Santiago, lo que facilitó la producción y distribución de música a nivel nacional.
El primer Disco fabricado por EMI Odeón Chilena fue publicado el 13 de julio de 1927 el cual fue un disco de 78 RPM el cual contenía el Foxtror Fiesta interpretado por Roberto Firpo y su Orquesta.
Durante las décadas de 1940 y 1950, Odeón desempeñó un papel crucial en la difusión de géneros musicales como el bolero, contribuyendo significativamente al desarrollo de la música popular en Chile. Un artista emblemático de este período fue Lucho Gatica, quien inició su carrera interpretando boleros que rápidamente ganaron popularidad. Sus primeras grabaciones incluyen temas como “Contigo en la distancia” y “Sinceridad”, que lo posicionaron como una de las voces más destacadas del género en América Latina.
En el período de las décadas de 1960 y 1970, la compañía desempeñó un papel fundamental en la promoción de la Nueva Canción Chilena, un movimiento musical y social que buscaba rescatar y difundir la música folclórica, incorporando temáticas sociales y políticas relevantes para la época. Artistas emblemáticos como Violeta Parra y Rolando Alarcón encontraron en este sello una plataforma para difundir su obra. Violeta Parra, considerada una de las figuras más influyentes del movimiento, grabó varios álbumes bajo el sello EMI Odeón, incluyendo la serie “El folklore de Chile”, que recopilaba y reinterpretaba canciones tradicionales chilenas.
En 1977, y debido al 50.º aniversario de EMI Odeón Chilena, se publicó un disco LP promocional especial titulado Medio Siglo Haciendo Música 1927-1977. Su lado A contenía una reseña que narraba la historia de los diferentes géneros y artistas publicados por EMI Odeón Chilena desde 1927 hasta 1977, dicha reseña estaba narrada por el actor chileno Héctor Noguera. El Lado B contenía simplemente una selección de música chilena de la década de 1970 como temas de Los Huasos Quincheros, Los Vikings 5, Zalo Reyes y otros.
A lo largo de la década de 1980, EMI Odeón Chilena jugó un papel crucial en la promoción y difusión del denominado Nuevo Pop Chileno, un movimiento que revitalizó la escena musical del país con influencias de new wave, synthpop y post-punk. La compañía respaldó a bandas emergentes como Los Prisioneros, Upa!, Aparato Raro y Banda 69, quienes a través de sus letras y sonidos innovadores, reflejaban las inquietudes y aspiraciones de una generación en un contexto sociopolítico complejo. 

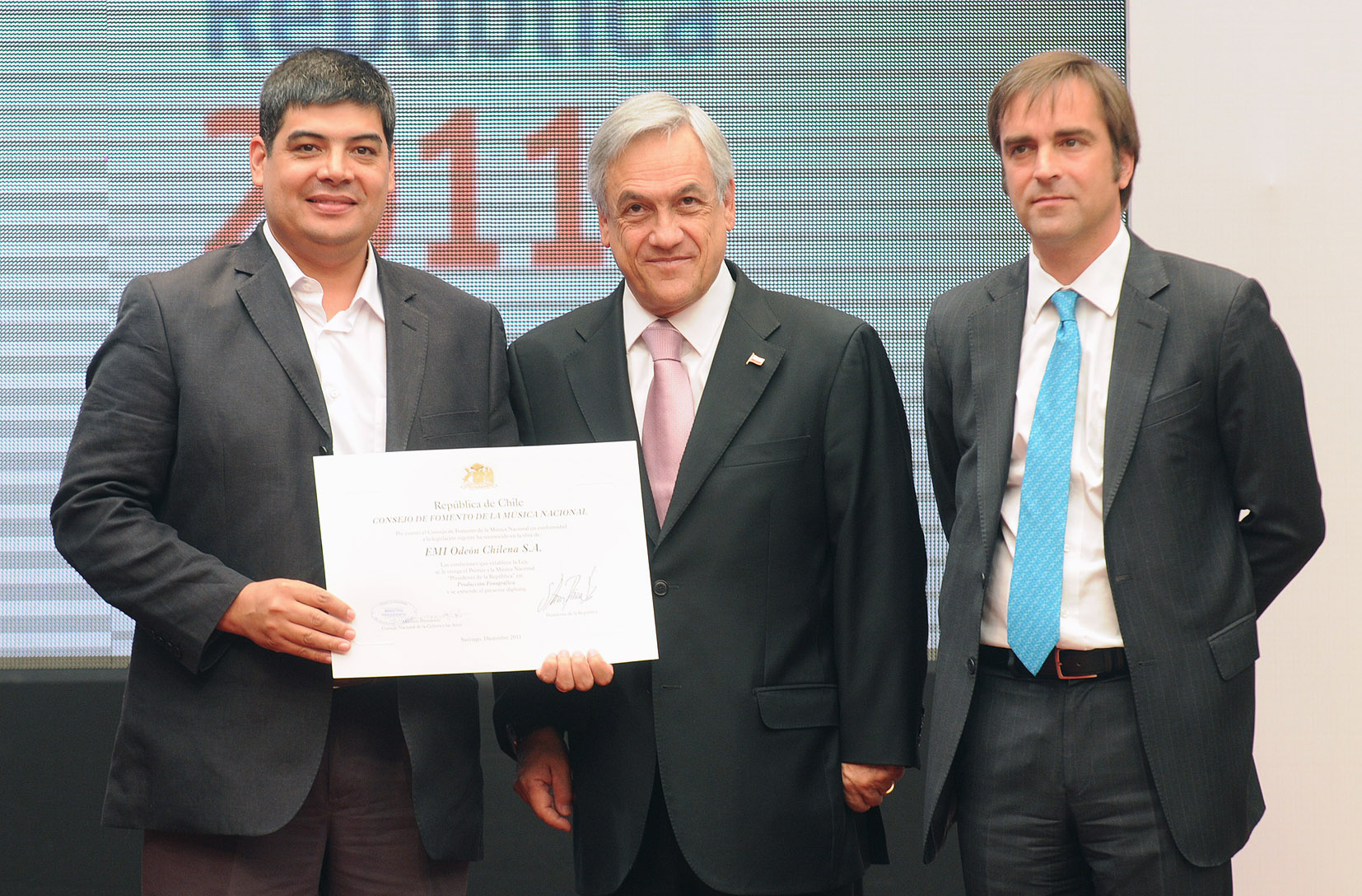
Representantes de EMI Odeón Chilena junto al Presidente de la República de Chile Sebastian Piñera recibiendo el Premio a la Música Presidente de la República, 2011.

 Durante la década de 1990, EMI Odeón Chilena desempeñó un papel fundamental en la promoción del Nuevo Rock Chileno, respaldando a bandas emergentes que definieron la escena musical de la época. Entre estas agrupaciones destacaron Lucybell, Gondwana, Los Tetas y Tiro de Gracia, quienes alcanzaron notable éxito comercial. Por ejemplo, Lucybell lanzó su álbum debut “Peces” en 1995, el cual en menos de un año obtuvo discos de Oro y Platino por sus ventas, consolidando a la banda en el panorama musical chileno. Asimismo, en 1997, Tiro de Gracia presentó su álbum “Ser humano!!”, que se convirtió en un hito del hip hop chileno y alcanzó un éxito significativo en ventas.
En 2011, la compañía recibió el Premio a la Música Presidente de la República, reconociendo su contribución al desarrollo y promoción de la música chilena. Sin embargo, ese mismo año, EMI enfrentó dificultades financieras a nivel global, lo que llevó a su adquisición por parte de Universal Music Group, marcando el fin de una era para su filial chilena. A Pesar de que la compañía fuera adquirida por Universal Music Group en 2011, EMI Music Chile siguió operando por 2 años mas hasta que a inicios del año 2013 cerró definitivamente su producción de CD. Incluso en el año 2012 tan solo 1 año antes de su cierre definitivo publicó una Edición Limitada de 3 Vinilos LP del álbum Ni por la razón, ni por la fuerza de Los Prisioneros.
En el año 2024, la municipalidad de la Quinta Normal publicó una reseña histórica sobre la compañía EMI Odeón Chilena titulado "Conjuntos Habitacionales Odeón"

### EMI Music México
EMI y el conglomerado mediático Televisa fundaron una empresa conjunta denominada EMI Televisa Music, con el 50% de acciones cada una. Fue creada para dar difusión a contenidos televisivos como telenovelas y anuncios de televisión y promoción de artistas musicales.
Debido a la crisis financiera de 2008, EMI Music México entró en crisis y sufrió grandes problemas como fechas no confirmadas y poco creíbles, retrasos en el lanzamiento de discos, deficiencia en las promociones y problemas en el presupuesto.
En 2009, EMI, presentó la asociación con Movic Records, y con ello la distribución de los trabajos de las bandas, Panda, Insite, Nina Pilots y Los Claxons.

### EMI en Uruguay
En 1997, el sello inglés se instaló en Uruguay mediante la compra de la casa de discos Orfeo, antes propiedad de R. y R. Gioscia S.A., empresa que editaba desde la década de 1950 todas los sellos de EMI en el país. De esta forma, obtuvo todo el catálogo de artistas de la compañía. Operó bajo la nomenclatura de EMI Music de Uruguay con gran éxito hasta 2002, época en la cual el sello inglés decidió cerrar su departamento de mercadotecnia y prensa, quedando sólo una sucursal para trámites. En 2004, se fusionó con Sony BMG Uruguay para operar físicamente desde la misma oficina ubicada en un edificio sobre Blvr. Artigas, hasta el presente.

## Artistas de EMI
EMI ha firmado muchos artistas populares de varios géneros, incluyen:
| Artista (s)                            | Origen                                   | Referencia |
| -------------------------------------- | ---------------------------------------- | ---------- |
| Eddie Santiago                         | Puerto Rico                              | [ 15 ]     |
| 30 Seconds to Mars                     | Estados Unidos                           | [ 16 ]     |
| 31 Minutos                             | Chile México                             | [ 17 ]     |
| Abraham Mateo                          | España                                   |            |
| ABBA                                   | Suecia                                   |            |
| Air Supply                             | Australia                                |            |
| Aleks Syntek                           | México                                   |            |
| Ana Victoria                           | Estados Unidos                           |            |
| Aparato Raro                           | Chile                                    |            |
| Miel De Coco                           | Chile                                    |            |
| Los Konshetumare                       | Chile                                    |            |
| Los Mascott                            | Chile                                    |            |
| Grupo Kumanku                          | Chile                                    |            |
| Sonora America Junior                  | Chile                                    |            |
| Carlos Riaño y su Tropicombo           | Chile                                    |            |
| Jorge Drexler                          | Uruguay                                  |            |
| El Último de la Fila                   | España                                   |            |
| Miguelo                                | Chile                                    |            |
| Juanes                                 | Colombia                                 |            |
| Eros Ramazzotti                        | Italia                                   |            |
| Luis Miguel                            | España México Puerto Rico Estados Unidos |            |
| Amaral                                 | España                                   |            |
| Selena                                 | Estados Unidos México                    |            |
| Jaguares                               | México                                   |            |
| Bunbury                                | España                                   |            |
| Camela                                 | España                                   |            |
| Cardi B                                | República Dominicana Estados Unidos      |            |
| Carlos Baute                           | Venezuela                                |            |
| Charles Romuald Gardes (Carlos Gardel) | Francia                                  |            |
| Charli XCX                             | Reino Unido                              |            |
| Los Viking's 5                         | Chile                                    |            |
| Daft Punk                              | Francia                                  |            |
| David Bowie                            | Reino Unido                              |            |
| David Guetta                           | Francia                                  |            |
| Deep Purple                            | Reino Unido                              |            |
| Depeche Mode                           | Reino Unido                              |            |
| Diana Ross                             | Estados Unidos                           |            |
| Dulce María                            | México                                   |            |
| Myriam Hernández                       | Chile                                    |            |
| Luis Fonsi                             | Puerto Rico                              |            |
| Eiza González                          | México                                   |            |
| Illapu                                 | Chile                                    |            |
| Intocable                              | Estados Unidos México                    |            |
| Elton John                             | Reino Unido                              |            |
| Elvis Presley                          | Estados Unidos                           |            |
| Fanny Lu                               | Colombia                                 |            |
| Eminem                                 | Estados Unidos                           |            |
| Enrique Iglesias                       | España                                   |            |
| Fito Páez                              | Argentina                                |            |
| Fey                                    | México                                   |            |
| Fonseca                                | Colombia                                 |            |
| Frank Sinatra                          | Estados Unidos                           |            |
| Gabinete Caligari                      | España                                   |            |
| George Harrison                        | Reino Unido                              |            |
| Gloria Aura                            | México                                   |            |
| Gorillaz                               | Reino Unido                              |            |
| Saúl Hernández                         | México                                   |            |
| Héroes del Silencio                    | España                                   |            |
| Horacio Guarany                        | Argentina                                |            |
| Atahualpa Yupanqui                     | Argentina                                |            |
| Los wawancó                            | Argentina                                |            |
| Los Enanitos Verdes                    | Argentina                                |            |
| Hikaru Utada                           | Japón                                    |            |
| Iron Maiden                            | Reino Unido                              |            |
| Inti-Illimani                          | Chile                                    |            |
| Kollahuara                             | Chile                                    |            |
| Javiera Mena                           | Chile                                    |            |
| Jeanette                               | España Reino Unido                       |            |
| JNS (antes jeans)                      | México                                   |            |
| Jorge González                         | Chile                                    |            |
| Juan Luis Guerra                       | República Dominicana                     |            |
| Katy Perry                             | Estados Unidos                           |            |
| Kiss                                   | Estados Unidos                           |            |
| Kudai                                  | Chile                                    |            |
| Kylie Minogue                          | Australia                                |            |
| Led Zeppelin                           | Reino Unido                              |            |
| Los Ángeles Negros                     | Chile                                    |            |
| Lourdes Fernández                      | Argentina                                |            |
| Lucho Gatica                           | Chile                                    |            |
| Luz Casal                              | España                                   |            |
| Lynda Thomas                           | México                                   |            |
| Madonna                                | Estados Unidos                           |            |
| Mandy Moore                            | Estados Unidos                           |            |
| Manu Tenorio                           | España                                   |            |
| María José                             | México                                   |            |
| Mariana Seoane                         | México                                   |            |
| Mariana Ochoa                          | México                                   |            |
| Marta Sánchez                          | España                                   |            |
| Melendi                                | España                                   |            |
| Michael Jackson                        | Estados Unidos                           |            |
| Mon Laferte                            | Chile                                    |            |
| Mónica Naranjo                         | España                                   |            |
| Nacha Guevara                          | Argentina                                |            |
| Oasis                                  | Reino Unido                              |            |
| Olivia Newton-John                     | Australia                                |            |
| Pablo Ruiz                             | Argentina                                |            |
| Pablo Alborán                          | España                                   |            |
| PXNDX                                  | México                                   |            |
| Paty Cantú                             | México                                   |            |
| Paul McCartney                         | Reino Unido                              |            |
| Paulina Rubio                          | México                                   |            |
| Pet Shop Boys                          | Reino Unido                              |            |
| Pink Floyd                             | Reino Unido                              |            |
| Plácido Domingo                        | España                                   |            |
| Queen                                  | Reino Unido                              |            |
| Quilapayún                             | Chile                                    |            |
| Radiohead                              | Reino Unido                              |            |
| Ramoncín                               | España                                   |            |
| Ramones                                | Estados Unidos                           |            |
| RBD                                    | México                                   |            |
| Red Hot Chili Peppers                  | Estados Unidos                           |            |
| RENEE                                  | México                                   |            |
| Ricardo Arjona                         | Guatemala                                |            |
| Ringo Starr                            | Reino Unido                              |            |
| Roxette                                | Suecia                                   |            |
| Saiko                                  | Chile                                    |            |
| Scorpions                              | Alemania                                 |            |
| Sex Pistols                            | Reino Unido                              |            |
| Sky Ferreira                           | Estados Unidos                           |            |
| Soraya                                 | Colombia Estados Unidos                  |            |
| Swedish House Mafia                    | Suecia                                   |            |
| Thalía (hasta 2008)                    | México                                   |            |
| The Beach Boys                         | Estados Unidos                           |            |
| The Beatles                            | Reino Unido                              |            |
| The Eagles                             | Estados Unidos                           |            |
| The Rolling Stones                     | Reino Unido                              |            |
| The Smashing Pumpkins                  | Estados Unidos                           |            |
| Tina Turner                            | Estados Unidos                           |            |
| Mai                                    | Chile                                    |            |
| Tiro de Gracia                         | Chile                                    |            |
| Upa!                                   | Chile                                    |            |
| Víctor Castro                          | Chile                                    |            |
| Víctor Jara                            | Chile                                    |            |
| Vanessa Mae                            | Reino Unido                              |            |
| Fangoria                               | España                                   |            |
| Los Yaki                               | México                                   |            |
| Yma Súmac                              | Perú                                     |            |
| Yuri                                   | México                                   |            |
| Álvaro Torres                          | El Salvador                              |            |
| Alaska y los Pegamoides                | España                                   |            |
| Raphael                                | España                                   |            |
| Melissa                                | Líbano                                   |            |
| Los Llaneros de la Frontera            | Chile                                    |            |
| Los Prisioneros                        | Chile                                    |            |
| Los Nocheros                           | Argentina                                |            |
| Joris Millak                           | Países Bajos                             |            |
| Legião Urbana                          | Brasil                                   |            |
| Vanesa Martín                          | España                                   |            |
| Enjambre (banda)                       | México                                   |            |